# Wereldkampioenschappen kunstschaatsen 1990
De Wereldkampioenschappen kunstschaatsen is een evenement dat georganiseerd wordt door de Internationale Schaatsunie.
Het WK toernooi van 1990 vond plaats in Halifax (Nova Scotia). Het was voor de zesde maal dat de Wereldkampioenschappen Kunstschaatsen in Canada plaatsvonden. Eerder vonden de WK toernooien plaats in Montreal (1932), Vancouver (1960), Calgary (1972) en Ottawa (1978, 1984).
Voor de mannen was het de 80e editie, voor de vrouwen de 70e editie, voor de paren de 68e editie, en voor de ijsdansers de 38e editie.

## Historie
De Duitse en Oostenrijkse schaatsbond, verenigd in de "Deutscher und Österreichischer Eislaufverband", organiseerden zowel het eerste EK Schaatsen voor mannen als het eerste EK Kunstrijden voor mannen in 1891 in Hamburg, Duitsland, nog voor het ISU in 1892 werd opgericht. De internationale schaatsbond nam in 1892 de organisatie van het EK Kunstrijden over. In 1895 werd besloten voortaan de Wereldkampioenschappen kunstschaatsen te organiseren en kwam het EK te vervallen. In 1896 vond de eerste editie voor de mannen plaats. Vanaf 1898 vond toch weer een herstart plaats van het EK Kunstrijden.
In 1906, tien jaar na het eerste WK voor de mannen, werd het eerste WK voor de vrouwen georganiseerd en twee jaar later, in 1908, vond het eerste WK voor de paren plaats. In 1952 werd de vierde discipline, het WK voor de ijsdansers, eraan toegevoegd.
Er werden geen kampioenschappen gehouden tijdens en direct na de Eerste Wereldoorlog (1915-1921) en tijdens en direct na de Tweede Wereldoorlog (1940-1946) en in 1961 vanwege de Sabena-vliegtuigramp op 15 februari op Zaventem, waarbij alle passagiers, onder wie de voltallige Amerikaanse delegatie voor het WK kunstrijden op weg naar Praag, om het leven kwamen.

## Deelname
Er namen deelnemers uit een recordaantal van 27 landen deel aan deze kampioenschappen. Zij vulden eveneens een recordaantal van 103 startplaatsen in.
Voor België nam Alexandre Geers voor de derde keer bij de mannen deel en debutante Sandrine Goes nam deel bij de vrouwen.
Voor Nederland debuteerde Alcuin Schulten in het mannentoernooi, hij was de derde Nederlander die bij de mannen uitkwam, Wouter Toledo (1963, 1964) en Ed van Campen (1982) waren hem voorgegaan.
(Tussen haakjes het totaal aantal startplaatsen over de disciplines.)
| Verenigde Staten (11) Canada (9) Sovjet-Unie (9) Frankrijk (6) West-Duitsland (6) Australië (5) | Hongarije (5) Italië (5) Japan (5) Duitse Democratische Republiek (5) Tsjecho-Slowakije (5) Verenigd Koninkrijk (5) | Bulgarije (3) Finland (3) Zuid-Korea (3) Zwitserland (3) België (2) | Denemarken (2) Polen (2) Zweden (2) Joegoslavië (1) Mexico (1) | Nederland (1) Noorwegen (1) Oostenrijk (1) Roemenië (1) Taiwan (1) |

## Medailleverdeling
Bij de mannen prolongeerde Kurt Browning zijn in 1989 veroverde wereldtitel. Viktor Petrenko op de  tweede plaats veroverde ook zijn tweede WK medaille, in 1988 werd hij derde. De nummer twee van 1989, Christopher Bowman, eindigde dit jaar op de derde plaats.
Bij de vrouwen werd Jill Trenary de nieuwe wereldkampioene, het was haar tweede medaille, in 1989 werd ze derde. De wereldkampioene van 1989, Midori Ito, werd dit jaar tweede, ook zij veroverde haar tweede medaille. Debutante Holly Cook werd derde.
Bij het paarrijden veroverden Jekaterina Gordejeva / Sergej Grinkov hun vierde wereldtitel, het was hun vijfde medaille, in 1988 werden ze tweede. Voor de paren op de tweede en derde plaats, Isabelle Brasseur / Lloyd Eisler en Natalia Mishkutenok / Artur Dmitriev, was het hun eerste WK medaille.
Bij het ijsdansen prolongeerden Marina Klimova / Sergei Ponomarenko hun in 1989 veroverde wereldtitel, het was hun zesde medaille, van 1986-1988 veroverden ze vier jaar op rij de tweede plaats. Isabelle Duchesnay / Paul Duchesnay op de tweede plaats veroverden hun tweede medaille, in 1989 werden ze derde. De nummers twee van 1989, Maya Usova / Alexander Zhulin, veroverden ook hun tweede WK medaille, zij werden derde.
| Discipline | Goud ·                                | Zilver ·                            | Brons ·                              |
| ---------- | ------------------------------------- | ----------------------------------- | ------------------------------------ |
| Mannen     | Kurt Browning                         | Viktor Petrenko                     | Christopher Bowman                   |
| Vrouwen    | Jill Trenary                          | Midori Ito                          | Holly Cook                           |
| Paren      | Jekaterina Gordejeva / Sergej Grinkov | Isabelle Brasseur / Lloyd Eisler    | Natalia Mishkutenok / Artur Dmitriev |
| IJsdansen  | Marina Klimova / Sergei Ponomarenko   | Isabelle Duchesnay / Paul Duchesnay | Maya Usova / Alexander Zhulin        |

## Uitslagen

### Mannen / Vrouwen
| Mannen                 | Mannen                 | Mannen                                  | Mannen | Mannen | Mannen | Mannen |
| #                      | naam                   | land                                    |        |        |        |        |
| ---------------------- | ---------------------- | --------------------------------------- | ------ | ------ | ------ | ------ |
| Goud                   | Kurt Browning          | Vlag van Canada                         |        |        |        |        |
| Zilver                 | Viktor Petrenko        | Vlag van Sovjet-Unie                    |        |        |        |        |
| Brons                  | Christopher Bowman     | Vlag van Verenigde Staten               |        |        |        |        |
| 4                      | Grzegorz Filipowski    | Vlag van Polen                          |        |        |        |        |
| 5                      | Todd Eldredge          | Vlag van Verenigde Staten               |        |        |        |        |
| 6                      | Petr Barna             | Vlag van Tsjechië                       |        |        |        |        |
| 7                      | Richard Zander         | Vlag van Duitsland                      |        |        |        |        |
| 8                      | Viacheslav Zagorodniuk | Vlag van Sovjet-Unie                    |        |        |        |        |
| 9                      | Elvis Stojko           | Vlag van Canada                         |        |        |        |        |
| 10                     | Paul Wylie             | Vlag van Verenigde Staten               |        |        |        |        |
| 11                     | Michael Slipchuk       | Vlag van Canada                         |        |        |        |        |
| 12                     | Cameron Medhurst       | Vlag van Australië                      |        |        |        |        |
| 13                     | Oliver Honer           | Vlag van Zwitserland                    |        |        |        |        |
| 14                     | Philippe Candeloro     | Vlag van Frankrijk                      |        |        |        |        |
| 15                     | Jung Sung-il           | Vlag van Zuid-Korea                     |        |        |        |        |
| 16                     | Alessandro Riccitelli  | Vlag van Italië                         |        |        |        |        |
| 17                     | Andras Szaraz          | Vlag van Hongarije                      |        |        |        |        |
| 18                     | Steven Cousins         | Vlag van Verenigd Koninkrijk            |        |        |        |        |
| 19                     | Ralph Burghart         | Vlag van Oostenrijk                     |        |        |        |        |
| 20                     | Oula Jaaskelainen      | Vlag van Finland                        |        |        |        |        |
| Vrije kür niet bereikt |                        |                                         |        |        |        |        |
| 21                     | Mirko Eichhorn         | Vlag van Duitse Democratische Republiek |        |        |        |        |
| 22                     | Peter Johansson        | Vlag van Zweden                         |        |        |        |        |
| 23                     | Lars Dresler           | Vlag van Denemarken                     |        |        |        |        |
| 24                     | Tatsuya Fujii          | Vlag van Japan                          |        |        |        |        |
| 25                     | Jan Erik Digernes      | Vlag van Noorwegen                      |        |        |        |        |
| 26                     | Cornel Gheorghe        | Vlag van Roemenië                       |        |        |        |        |
| 27                     | Alcuin Schulten        | Vlag van Nederland                      |        |        |        |        |
| 28                     | David Liu              | Vlag van Taiwan                         |        |        |        |        |
| 29                     | Stephen Carr           | Vlag van Australië                      |        |        |        |        |
| 30                     | Alexandre Geers        | Vlag van België                         |        |        |        |        |
| 31                     | Alexander Mladenov     | Vlag van Bulgarije                      |        |        |        |        |

| Vrouwen                | Vrouwen            | Vrouwen                                 | Vrouwen | Vrouwen | Vrouwen | Vrouwen |
| #                      | naam               | land                                    |         |         |         |         |
| ---------------------- | ------------------ | --------------------------------------- | ------- | ------- | ------- | ------- |
| Goud                   | Jill Trenary       | Vlag van Verenigde Staten               |         |         |         |         |
| Zilver                 | Midori Ito         | Vlag van Japan                          |         |         |         |         |
| Brons                  | Holly Cook         | Vlag van Verenigde Staten               |         |         |         |         |
| 4                      | Kristi Yamaguchi   | Vlag van Verenigde Staten               |         |         |         |         |
| 5                      | Natalia Lebedeva   | Vlag van Sovjet-Unie                    |         |         |         |         |
| 6                      | Lisa Sargeant      | Vlag van Canada                         |         |         |         |         |
| 7                      | Patricia Neske     | Vlag van Duitsland                      |         |         |         |         |
| 8                      | Evelyn Grossmann   | Vlag van Duitse Democratische Republiek |         |         |         |         |
| 9                      | Surya Bonaly       | Vlag van Frankrijk                      |         |         |         |         |
| 10                     | Marina Kielmann    | Vlag van Duitsland                      |         |         |         |         |
| 11                     | Tamara Teglassy    | Vlag van Hongarije                      |         |         |         |         |
| 12                     | Junko Yaginuma     | Vlag van Japan                          |         |         |         |         |
| 13                     | Beatrice Gelmini   | Vlag van Italië                         |         |         |         |         |
| 14                     | Yuka Sato          | Vlag van Japan                          |         |         |         |         |
| 15                     | Tanja Krienke      | Vlag van Duitse Democratische Republiek |         |         |         |         |
| 16                     | Sabine Contini     | Vlag van Italië                         |         |         |         |         |
| 17                     | Lily Lyoonjung Lee | Vlag van Zuid-Korea                     |         |         |         |         |
| 18                     | Zeljka Cizmesija   | Vlag van Joegoslavië (1943-1992)        |         |         |         |         |
| 19                     | Helene Persson     | Vlag van Zweden                         |         |         |         |         |
| 20                     | Anisette Torp-Lind | Vlag van Denemarken                     |         |         |         |         |
| Vrije kür niet bereikt |                    |                                         |         |         |         |         |
| 21                     | Laetitia Hubert    | Vlag van Frankrijk                      |         |         |         |         |
| 22                     | Emma Murdoch       | Vlag van Verenigd Koninkrijk            |         |         |         |         |
| 23                     | Mirjam Wehrli      | Vlag van Zwitserland                    |         |         |         |         |
| 24                     | Marcela Kochollova | Vlag van Tsjechië                       |         |         |         |         |
| 25                     | Nathalie Crothers  | Vlag van Australië                      |         |         |         |         |
| 26                     | Mari Niskanen      | Vlag van Finland                        |         |         |         |         |
| 27                     | Milena Marinovich  | Vlag van Bulgarije                      |         |         |         |         |
| 28                     | Sandrine Goes      | Vlag van België                         |         |         |         |         |
| 29                     | Diana Marcos       | Vlag van Mexico                         |         |         |         |         |

### Paren / IJsdansen
| Goud   | Jekaterina Gordejeva Sergej Grinkov | Vlag van Sovjet-Unie                    |  |
| Zilver | Isabelle Brasseur Lloyd Eisler      | Vlag van Canada                         |  |
| Brons  | Natalia Mishkutenok Artur Dmitriev  | Vlag van Sovjet-Unie                    |  |
| 4      | Larisa Seleznova Oleg Makarov       | Vlag van Sovjet-Unie                    |  |
| 5      | Kristi Yamaguchi Rudy Galindo       | Vlag van Verenigde Staten               |  |
| 6      | Christine Hough Doug Ladret         | Vlag van Canada                         |  |
| 7      | Mandy Woetzel Axel Rauschenbach     | Vlag van Duitse Democratische Republiek |  |
| 8      | Radka Kovaříková René Novotný       | Vlag van Tsjechië                       |  |
| 9      | Cindy Landry Lyndon Johnston        | Vlag van Canada                         |  |
| 10     | Peggy Schwarz Alexander König       | Vlag van Duitse Democratische Republiek |  |
| 11     | Natasha Kuchiki Todd Sand           | Vlag van Verenigde Staten               |  |
| 12     | Anuschka Glaser Stefan Pfrengle     | Vlag van Duitsland                      |  |
| 13     | Sharon Carz Doug Williams           | Vlag van Verenigde Staten               |  |
| 14     | Henriette Worner Andreas Sigurdsson | Vlag van Duitsland                      |  |
| 15     | Catherine Barker Michael Aldred     | Vlag van Verenigd Koninkrijk            |  |
| 16     | Danielle Carr Stephen Carr          | Vlag van Australië                      |  |

| IJsdansen              | IJsdansen                                 | IJsdansen                    | IJsdansen | IJsdansen | IJsdansen | IJsdansen |
| #                      | naam                                      | land                         |           |           |           |           |
| ---------------------- | ----------------------------------------- | ---------------------------- | --------- | --------- | --------- | --------- |
| Goud                   | Marina Klimova Sergei Ponomarenko         | Vlag van Sovjet-Unie         |           |           |           |           |
| Zilver                 | Isabelle Duchesnay Paul Duchesnay         | Vlag van Frankrijk           |           |           |           |           |
| Brons                  | Maia Usova Alexander Zhulin               | Vlag van Sovjet-Unie         |           |           |           |           |
| 4                      | Susan Wynne Joseph Druar                  | Vlag van Verenigde Staten    |           |           |           |           |
| 5                      | Oksana Grishuk Jevgeni Platov             | Vlag van Sovjet-Unie         |           |           |           |           |
| 6                      | Susanna Rahkamo Petri Kokko               | Vlag van Finland             |           |           |           |           |
| 7                      | Jo Anne Borlase Martin Smith              | Vlag van Canada              |           |           |           |           |
| 8                      | April Sargent Russ Witherby               | Vlag van Verenigde Staten    |           |           |           |           |
| 9                      | Michelle McDonald Mark Mitchell           | Vlag van Canada              |           |           |           |           |
| 10                     | Stefania Calegari Pasquale Camerlengo     | Vlag van Italië              |           |           |           |           |
| 11                     | Ivana Strondalova Milan Brzy              | Vlag van Tsjechië            |           |           |           |           |
| 12                     | Isabelle Sarech Xavier Debernis           | Vlag van Frankrijk           |           |           |           |           |
| 13                     | Malgorzata Grajcar Andrzej Dostatni       | Vlag van Polen               |           |           |           |           |
| 14                     | Anna Croci Luca Mantovani                 | Vlag van Italië              |           |           |           |           |
| 15                     | Monika Mandikova Oliver Pekar             | Vlag van Tsjechië            |           |           |           |           |
| 16                     | Regina Woodward Csaba Szentpetery         | Vlag van Hongarije           |           |           |           |           |
| 17                     | Lynn Burton Andrew Place                  | Vlag van Verenigd Koninkrijk |           |           |           |           |
| 18                     | Christelle Gauthier Alberick Dalongeville | Vlag van Frankrijk           |           |           |           |           |
| 19                     | Kaoru Takino Kenji Takino                 | Vlag van Japan               |           |           |           |           |
| Vrije kür niet bereikt |                                           |                              |           |           |           |           |
| 20                     | Ann Hall Jason Blomfield                  | Vlag van Verenigd Koninkrijk |           |           |           |           |
| 21                     | Petra Zietemann Frank Ladd-Oshiro         | Vlag van Duitsland           |           |           |           |           |
| 22                     | Krisztina Kerekes Gabor Kolescanszky      | Vlag van Hongarije           |           |           |           |           |
| 23                     | Diane Gerencser Bernard Columberg         | Vlag van Zwitserland         |           |           |           |           |
| 24                     | Monica McDonald Duncan Smart              | Vlag van Australië           |           |           |           |           |
| 25                     | Petia Gavazova Nikolai Tonev              | Vlag van Bulgarije           |           |           |           |           |
| 26                     | Park Kyung-sook Han Seung-jong            | Vlag van Zuid-Korea          |           |           |           |           |
| -                      | Klara Engi Attila Toth                    | Vlag van Hongarije           | t.z.t.    |           |           |           |